# Biagio di Goro Ghezzi
 (juillet 2025).
Biagio di Goro Ghezzi ( - ) est un peintre de l'école siennoise du Trecento documenté de 1345 à 1384.

## Œuvres
- Ange annonciateur et Vierge annoncée[note 1] (1368) de l'abside  de l'église San Michel Arcangelo de Paganico, frazione de Civitella Paganico
- Saint Jean-Baptiste, Marie-Madeleine, Saint Augustin,  Saint Paul, Museo Civico e Diocesano d'Arte Sacra, Montalcino
- Evangéliste, Milan, collection privée